# Ändsjön
Ändsjön este o arie protejată (arie specială de conservare — SAC, sit de importanță comunitară — SCI, arie de protecție specială avifaunistică — SPA) din Suedia întinsă pe o suprafață de 95,3 ha, integral pe uscat.

## Localizare
Centrul sitului Ändsjön este situat la coordonatele 63°10′39″N 14°34′25″E / 63.1774°N 14.5736°E.

## Înființare
Situl Ändsjön a fost declarat sit de importanță comunitară în decembrie 1995 pentru a proteja 19 specii de animale. Alte tipuri de protecție:
- arie de protecție specială avifaunistică (în decembrie 1996)[2]
- arie specială de conservare (în martie 2011)[1][3][4]

## Biodiversitate
Situată în ecoregiunea boreală, aria protejată conține 2 habitate naturale: Ape puternic oligomezotrofe cu vegetație bentonică cu Chara spp., Păduri fino-scandinave bogate în ierburi cu Picea abies.
La baza desemnării sitului se află mai multe specii protejate de  păsări (19): minunița (Aegolius funereus), ciuf de câmp (Asio flammeus), cocoșul de mesteacăn (Bonasa bonasia), Branta leucopsis, erete de stuf (Circus aeruginosus), lebădă de iarnă (Cygnus cygnus), ciocănitoare neagră (Dryocopus martius), cufundar mic (Gavia stellata), ciuvică (Glaucidium passerinum), cocor (Grus grus), vultur pescar (Pandion haliaetus), bătăuș (Philomachus pugnax), ciocănitoare de munte (Picoides tridactylus), ciocănitoare verzuie (Picus canus), ploier auriu (Pluvialis apricaria), corcodel-urechiat (Podiceps auritus), cresteț pestriț (Porzana porzana), Sterna paradisaea, fluierar de mlaștină (Tringa glareola).